# Indicatif régional 985

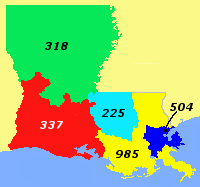
Carte de l'État de Louisiane avec les territoires de ses indicatifs régionaux. L'indicatif régional 985 est en jaune.

L'indicatif régional 985 est l'un des indicatifs téléphoniques régionaux de l'État de Louisiane aux États-Unis. Cet indicatif couvre un territoire situé à l'est de l'État.
La carte ci-contre indique en jaune le territoire couvert par l'indicatif 985.
L'indicatif régional 985 fait partie du Plan de numérotation nord-américain.

## Principales villes desservies par l'indicatif
- Amite ;
- Bedico ;
- Berwick ;
- Boutte ;
- Covington ;
- Destrehan ;
- Edgard ;
- Folsom ;
- Franklinton ;
- Galliano ;
- Golden Meadow ;
- Grand Isle ;
- Hammond ;
- Houma ;
- Kentwood ;
- Lacombe ;
- LaPlace ;
- Luling ;
- Mandeville ;
- Madisonville ;
- Morgan City ;
- Napoleonville ;
- Norco ;
- Patterson ;
- Ponchatoula ;
- Reserve ;
- Robert ;
- Slidell ;
- Thibodaux ;
- Tickfaw.

## Source
- (en) Cet article est partiellement ou en totalité issu de l’article de Wikipédia en anglais intitulé « Area code 985 » (voir la liste des auteurs).